# Kyra Harper
Kyra Harper (* 20. Jahrhundert in Kanada) ist eine kanadische Charakterschauspielerin in Film, Fernsehen und Theater. Bekannt wurde sie vor allem in den 2010er-Jahren durch ihre Rollen in Hard Rock Medical als Dr. Julie Cardinal und in Orphan Black als Dr. Virginia Coady.

## Leben und Karriere
Die in Kanada geborene Kyra Harper ist seit Beginn der 1980er Jahre im Filmgeschäft tätig. Ihr Spielfilmdebüt gab sie 1980 unter der Regie von Mark Schoenberg in dem Filmdrama Parallels. Es folgten weitere Rollen in Kinofilmen wie in Jack Sholders Actiondrama Renegades – Auf eigene Faust, in Philip Jacksons SF-Film Strange Horizons, in Gus Van Sants Kriminalfilm To Die For, in Anna Benson Gyles romantischem Drama Das Geheimnis der Mary Swann, in Carl Bessais Drama Johnny, in Lewin Webbs Thriller The Confessor, in Destin Daniel Crettons Filmdrama Schloss aus Glas, in Justin Hewitt-Drakulics Horrorfilm Hellmington oder in Ruth Lawrences Filmdrama Little Orphans.
Nach ihrem Einstieg als Fernsehschauspielerin Ende der 1980er Jahre hat Kyra Harper in über 30 Jahren zahlreiche Rollen in Fernsehfilmen und Fernsehminiserien gespielt. Zu ihren zahlreichen Auftritten in populären Fernsehserien zählen zwischen 1987 und 2020 Auftritte in Episoden von: Nachtstreife, Street Legal, Die Campbells, Wonderfalls, This Is Wonderland, The Dresden Files, Heartland – Paradies für Pferde, Human Target, Warehouse 13, Lost Girl, The Firm, Damien, Mary Kills People, Ghostwriter, Running with Violet, Coroner oder der Serie Burden of Truth. Komplexere TV-Rollen spielte sie in der Fernsehserie Hard Rock Medical, wo sie von 2013 bis 2018 in 39 Episoden neben ihren Schauspielerkolleginnen Angela Asher und Rachelle Casseus den Charakter der Dr. Julie Cardinal verkörperte. Von 2015 bis 2017 spielte sie in der von John Fawcett produzierten kanadisch-US-amerikanischen Science-Fiction-Serie Orphan Black mit Tatiana Maslany in 15 Folgen die Rolle der Dr. Virginia Coady.

## Filmografie (Auswahl)

### Filme
- 1980: Parallels
- 1986: Whodunit?
- 1989: Renegades – Auf eigene Faust (Renegades)
- 1992: Strange Horizons
- 1994: Replikator
- 1995: To Die For
- 1996: Das Geheimnis der Mary Swann (Swann)
- 1999: Judgment Day: The Ellie Nesler Story
- 1999: Johnny
- 2003: Fast Food High
- 2004: The Confessor (The Good Shepherd)
- 2008: Cyborg Soldier
- 2012: Embryonic
- 2014: What We Have
- 2017: Schloss aus Glas (The Glass Castle)
- 2018: Hellmington
- 2020: Little Orphans

### Fernsehen
- 1987: Nachtstreife (Fernsehserie, 1 Episode)
- 1987, 1991: Die Waffen des Gesetzes (Street Legal, Fernsehserie, 2 Episoden)
- 1990: Die Campbells (The Campbells, Fernsehserie, 1 Episode)
- 1990: Heirat in Buffalo (Getting Married in Buffalo Jump) (Fernsehfilm)
- 1996: Dangerous Offender: The Marlene Moore Story (Fernsehfilm)
- 1997: ...First Do No Harm (Fernsehfilm)
- 1997: The Defenders: Payback (Fernsehfilm)
- 1999: Forget Me Never (Fernsehfilm)
- 1999: Seasons of Love (Fernsehminiserie, 2 Episoden)
- 1999: Dear America: A Journey to the New World (Fernsehfilm)
- 2000: Mary Kay Letourneau: All American Girl (Fernsehfilm)
- 2000: Anne of Green Gables: The Continuing Story (Fernsehminiserie, 1 Episode)
- 2000: Cheaters (Fernsehfilm)
- 2000: Baby (Fernsehfilm)
- 2004: Gracie’s Choice (Fernsehfilm)
- 2004: Wonderfalls (Fernsehserie, 1 Episode)
- 2004–2005: This Is Wonderland (Fernsehserie, 2 Episoden)
- 2005: Martha Behind Bars (Fernsehfilm)
- 2007: The Dresden Files (Fernsehserie, 1 Episode)
- 2007: Eye of the Beast – Das Auge der Bestie (Fernsehfilm)
- 2008: Of Murder and Memory (Fernsehfilm)
- 2008: Anne of Green Gables: A New Beginning (Fernsehfilm)
- 2009/2019: Heartland – Paradies für Pferde (Fernsehserie, 2 Episoden)
- 2010: Human Target (Fernsehserie, 1 Episode)
- 2010: Warehouse 13 (Fernsehserie, 2 Episoden)
- 2011: Lost Girl (Fernsehserie, 1 Episode)
- 2012: The Firm (Fernsehserie, 1 Episode)
- 2013–2018: Hard Rock Medical (Fernsehserie, 39 Episoden)
- 2015–2017: Orphan Black (Fernsehserie, 15 Episoden)
- 2016: Damien (Fernsehserie, 1 Episode)
- 2017: Mary Kills People (Fernsehserie, 1 Episode)
- 2019: Ghostwriter (Fernsehserie, 1 Episode)
- 2019–2020: Running with Violet (Fernsehserie, 5 Episoden)
- 2020: Coroner – Fachgebiet Mord (Coroner, Fernsehserie, 1 Episode)
- 2020: Burden of Truth (Fernsehserie, 1 Episode)
- 2021: Something Undone (Fernsehserie, 4 Episoden)
- 2021: The Clue to Love (Fernsehfilm)
- 2021: The Danger Next Door (Fernsehfilm)